# Pałac w Wilemowicach
Pałac w Wilemowicach – zabytkowy pałac w Wilemowicach w województwie opolskim. 
Pałac wzniesiony w latach 40. XIX w., najprawdopodobniej dla Józefa Müllera. W późniejszym czasie pałac należał do arystokratycznego rodu Schaffgotschów, a następnie do żydowskiego kupca Schottländera. Obecnie jest zamieszkiwany przez prywatną osobę.
Obiekt jest częścią  zespołu pałacowego z XIX w., w skład którego wchodzą jeszcze:
- park[3]
- folwark[4]
- spichrz
- stodoła
- brama wjazdowa.